# Mantelet

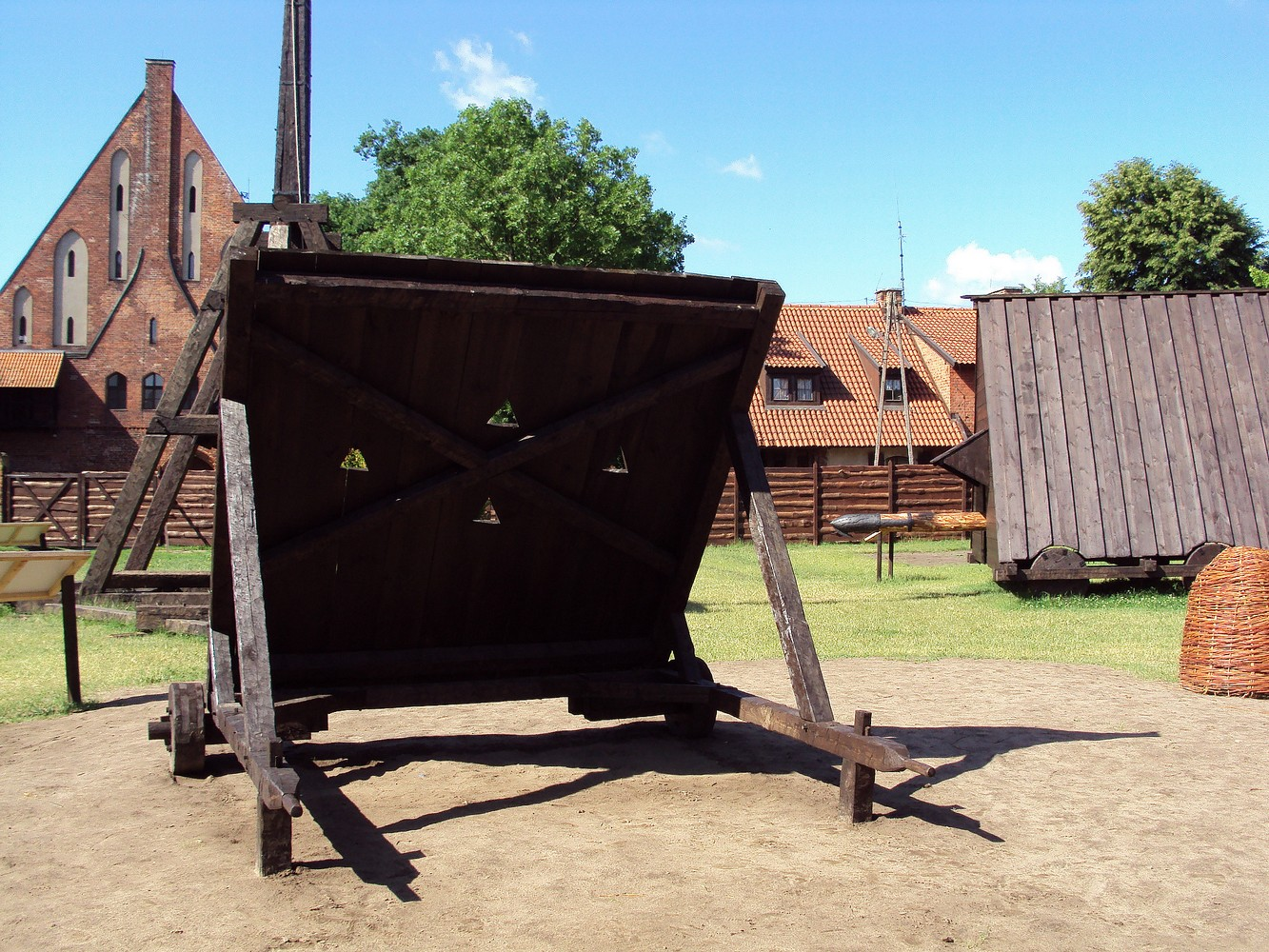
Reconstructie van een schuine mantelet op twee wielen bij Slot Mariënburg, Malbork, Polen, 2011.

Een mantelet is een verplaatsbaar houten scherm ter bescherming van soldaten tegen pijlen van boogschutters en tegen andere projectielen. De mantelet werd voornamelijk in de oudheid en middeleeuwen gebruikt, maar soms ook in de nieuwe tijd. Het scherm diende als schild, maar was wel groter en zwaarder en was vaak voorzien van wielen en een schietgat. Zo kon het bijvoorbeeld schietende boogschutters beschermen.

## Geschiedenis

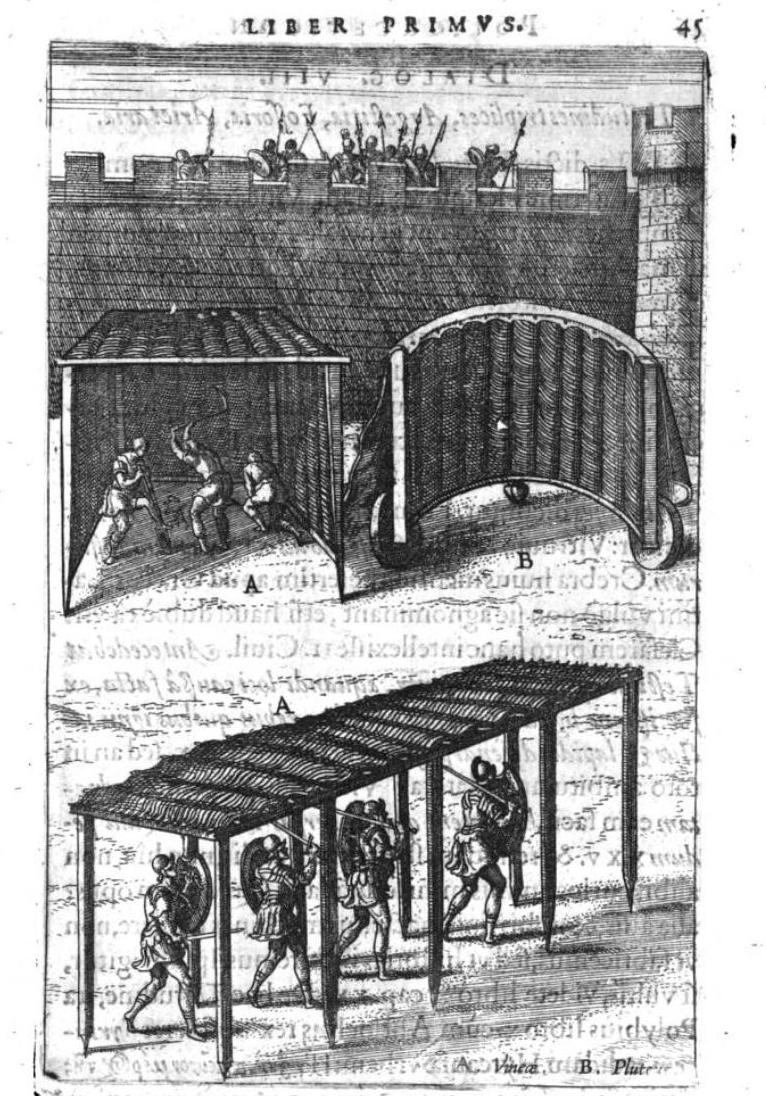
Twee vineae, Romeinse horizontale schutdaken op palen (A), en een pluteus (B), een Romeins verticaal hier gebogen scherm op wielen. Uit het boek van Justus Lipsius: Poliorceticon sive De machinis tormentis telis. Libri quique (1596).

### Romeinse Rijk
Julius Caesar gebruikte in de Gallische Oorlog al vineae, verplaatsbare houten schutdaken om een belegerde stad te kunnen naderen. Een andere Romeinse belegeringsmachine was de testudo. Die was verrijdbaar en gepantserd met metalen platen of afgedekt met houten planken of huiden. De testudo was een voorloper van de middeleeuwse kat.
De Romeinse versie van de mantelet werd pluteus genoemd en bestond uit planken of gevlochten twijgen. Hiermee konden de aanvallers dicht bij de palissades of muren van een belegerde versterking komen terwijl ze toch beschermd waren tegen vijandelijke projectielen. Deze plutei werden ook gebruikt als borstwering op verdedigingstorens en muren. Bij deze toepassing hadden de houten schermen vaak een beschermlaag van metaal of huiden.
De plutei werden ook bij de verdediging op het slagveld gebruikt. Ze werden dan op de linker- en rechterflank van de zware artilleriewapens geplaatst, waarachter de boogschutters werden geplaatst die de batterij moesten beschermen tegen vijandige aanvallen.

### Middeleeuwen
De mantelet werd als beschermschild voor boogschutters in de middeleeuwen meer en meer vervangen door de pavese, een groot houten langschild dat de boogschutters zelf op hun rug meenamen. Mantelets werden wel nog gebruikt bij belegeringen, om de belegerden het zicht op de voorbereidingen te ontnemen en de aanvallers te beschermen tegen vijandelijk vuur.

### Nieuwe Tijd
Stalen mantelets werden in de Eerste Wereldoorlog door Franse soldaten gebruikt om prikkeldraadversperringen te benaderen zodat men deze door kon knippen.

## Afbeeldingen
Enkele voorbeelden van mantelets:
Gebogen (34) en rechthoekige (35) verticale schermen op wielen, een schuin scherm zonder wielen (36) en met wielen (37),
illustraties uit Dictionnaire raisonné de l’architecture française du XIe au XVIe siècle van Eugène Viollet-le-Duc, uitgave 1854-1868.

## Etymologie
Het Franse woord mantelet is een verkleinwoord van het Oudfranse mantel, van Latijn mantellum "mantel". De mantelet is ook wel bekend onder de Latijnse benaming pluteus.